# Тукмачі
Тукмачі́ (рос. Тукмачи) — колишній присілок в Якшур-Бодьїнському районі Удмуртії, Росія.
В присілку народилася Пушина Феодора Андріївна — Герой Радянського Союзу.